# Caloptilia pyrrhaspis
Caloptilia pyrrhaspis là một loài bướm đêm thuộc họ Gracillariidae. Nó được tìm thấy ở Trung Quốc (Tứ Xuyên), Nhật Bản (Hokkaidō, Honshū) và vùng Viễn Đông Nga.
Sải cánh dài 11–12 mm.
Ấu trùng ăn Betula dahurica, Betula ermanii, Betula grossa và Betula platyphylla. Chúng ăn lá nơi chúng làm tổ.